# Monte Kropotkin
Monte Kropotkin es un pico en el lado occidental de la montaña Jokulkyrkja en la Antártida.
Ubicado en Montañas Mühlig-Hofmann en la Tierra de la Reina Maud. Fue cartografiado por primera vez por el Instituto Polar Noruego mediante estudios topográficos y fotografías aéreas. Más tarde fue cartografiado por la Expedición Antártica Soviética en 1961 y lo bautizaron en honor al científico y anarquista ruso Piotr Kropotkin.